# Дзораґюх (Ґегаркунік)
Дзорагюх (вірм. Ձորագյուղ) — село в марзі Гегаркунік, на сході Вірменії. Село розташоване за 12 км на північний захід від міста Мартуні, за 24 км на південь від міста Гавар, за 2 км на південь від села Вардадзор та за 2 км на захід від села Цаккар. В селі розташовани руїни церкви початку 9 століття та ермітаж 9 століття.